# Therebiosoma
Therebiosoma är ett släkte av skalbaggar. Therebiosoma ingår i familjen vivlar.
Kladogram enligt Catalogue of Life:
| Therebiosoma | \| \| Therebiosoma rhinaroides \| \| \| \| \| \| Therebiosoma variegatus \| \| \| \| |
|              | \| \| Therebiosoma rhinaroides \| \| \| \| \| \| Therebiosoma variegatus \| \| \| \| |
|              | Therebiosoma rhinaroides                                                             |
|              |                                                                                      |
|              | Therebiosoma variegatus                                                              |
|              |                                                                                      |